# Nkolnguet (Lobo)
Pour les articles homonymes, voir Nkolnguet.
Nkolnguet est une localité de la région du Centre au Cameroun, localisée dans la commune de Lobo et le département de la Lekié.

## Population
En 1965, Nkolnguet comptait 126 habitants, principalement des Eton.
Lors du recensement de 2005, ce nombre s'élevait à 156.